# Pic Pic
Cet article concerne le jeu vidéo. Pour le constructeur automobile, voir Pic-Pic.
Pic Pic (PikuPiku Picture-Pix ~ Toku to E ni naru 3tsu no Puzzle ~) est un jeu vidéo de puzzle développé par Success, sorti en 2006 sur Nintendo DS. Son gameplay s'inspire du principe du picross.

## Système de jeu
Le jeu propose 3 types de puzzles destinés à révéler un dessin:
- Labyrinthe : il s'agit de résoudre un labyrinthe. Ce mode est le plus classique, et probablement le moins intéressant.
- Dessin : dans ce mode, il s'agit relier des cases comportant des nombres identiques en passant par le nombre de points, égale à ce nombre, eux compris. Exemples : il faut passer par sept cases pour relier deux cases numéro "7", trois cases pour relier deux cases numéro "3"... À noter que le 1 est seul et les 2 sont voisins (pas de liaisons diagonales). Dans le cas des puzzle avec des couleurs les cases à relier doivent être de même couleur (couleur qui colorisera le chemin entre les 2 cases). La difficulté réside dans la longueur des chemins, les possibilités multiples (plusieurs cases susceptibles d'être reliées, plusieurs chemins possibles entre deux cases) se résolvent par la contrainte de distance imposée et que les liaisons ne peuvent se croiser.
- Magipic : il faut ici colorer en noir ou blanc toutes les cases d'un tableau gris grâce aux indications chiffrées inscrites sur certaines cases: un chiffre (de 0 à 9) indique le nombre de cases noirs sur les 9 cases du carré 3x3 cases centré sur cette case. Donc une case avec l'indication 0 n'est entouré que de cases blanches,une case avec l'indication 9 n'est entouré que de cases noirs. Pour les cases situées sur un bord ou un coin du tableau, les cases hors tableaux sont comptées comme blanches).